# Diego Gutiérrez Zuñiga
Diego Nicolas Gutiérrez Zuñiga (Greenfield Park, 18 febbraio 1997) è un calciatore canadese con cittadinanza cilena, centrocampista del Cavalry. È il fratello gemello del calciatore Cristián Gutiérrez.

## Caratteristiche tecniche
È un esterno destro.

## Carriera

### Club
Ha giocato nella prima divisione cilena ed in quella canadese.

### Nazionale
Nel 2017 ha preso parte con la nazionale canadese Under-20 al campionato nordamericano di categoria.

## Palmarès

### Club

#### Competizioni nazionali
- Copa Chile: 1

Palestino: 2018
- Canadian Premier League: 1

Cavalry: 2024